# Seznam dílů seriálu Boj o ředitelnu
Toto je seznam dílů seriálu Boj o ředitelnu.

## Přehled řad
| Řada | Díly | Premiéra v USA    | Premiéra v USA     | Premiéra v ČR | Premiéra v ČR |
| Řada | Díly | První díl         | Poslední díl       | První díl     | Poslední díl  |
| ---- | ---- | ----------------- | ------------------ | ------------- | ------------- |
| 1    | 9    | 17. července 2016 | 18. září 2016      | vysíláno      | vysíláno      |
| 2    | 9    | 17. září 2017     | 12. listopadu 2017 | vysíláno      | vysíláno      |

## Seznam dílů

### První řada (2016)
| Č. v seriálu | Č. v řadě | Původní název              | Český název        | Režie         | Scénář                                         | Premiéra v USA    | Premiéra v ČR |
| ------------ | --------- | -------------------------- | ------------------ | ------------- | ---------------------------------------------- | ----------------- | ------------- |
| 1            | 1         | The Principal              | Ředitel            | Jody Hill     | Danny McBride a Jody Hill                      | 17. července 2016 | vysíláno      |
| 2            | 2         | A Trusty Steed             | Věrný oř           | Jody Hill     | Danny McBride a John Carcieri                  | 24. července 2016 | vysíláno      |
| 3            | 3         | The Field Trip             | Výlet              | Danny McBride | Danny McBride, John Carcieri a Adam Countee    | 31. července 2016 | vysíláno      |
| 4            | 4         | Run for the Money          | Dali nám zabrat    | Jody Hill     | Danny McBride, John Carcieri a Jeff Fradley    | 7. srpna 2016     | vysíláno      |
| 5            | 5         | Circles                    | Kruhy              | Jody Hill     | Danny McBride, John Carcieri a Hayes Davenport | 14. srpna 2016    | vysíláno      |
| 6            | 6         | The Foundation of Learning | Základy vzdělávání | Jody Hill     | Danny McBride, John Carcieri a Ben Dougan      | 21. srpna 2016    | vysíláno      |
| 7            | 7         | The Good Book              | Kniha dobra        | Jody Hill     | Danny McBride, John Carcieri a Hayes Davenport | 28. srpna 2016    | vysíláno      |
| 8            | 8         | Gin                        | Gin                | Jody Hill     | Danny McBride, John Carcieri a Tim Saccardo    | 11. září 2016     | vysíláno      |
| 9            | 9         | End of the Line            | Konečná            | Jody Hill     | Danny McBride a John Carcieri                  | 18. září 2016     | vysíláno      |

### Druhá řada (2017)
| Č. v seriálu | Č. v řadě | Původní název                         | Český název                   | Režie              | Scénář                                         | Premiéra v USA     | Premiéra v ČR |
| ------------ | --------- | ------------------------------------- | ----------------------------- | ------------------ | ---------------------------------------------- | ------------------ | ------------- |
| 10           | 1         | Tiger Town                            | Tygr v džungli                | David Gordon Green | Danny McBride, John Carcieri a Tim Saccardo    | 17. září 2017      | vysíláno      |
| 11           | 2         | Slaughter                             | Jatka                         | David Gordon Green | Danny McBride, John Carcieri a Ben Dougan      | 24. září 2017      | vysíláno      |
| 12           | 3         | The King                              | Král                          | David Gordon Green | Danny McBride, John Carcieri a Adam Countee    | 1. října 2017      | vysíláno      |
| 13           | 4         | Think Change                          | Podle Písma                   | David Gordon Green | Danny McBride, John Carcieri a Jeff Fradley    | 8. října 2017      | vysíláno      |
| 14           | 5         | A Compassionate Man                   | Pan Soucitný                  | David Gordon Green | Danny McBride, John Carcieri a Jeff Fradley    | 15. října 2017     | vysíláno      |
| 15           | 6         | The Most Popular Boy                  | Nejoblíbenější kluk           | David Gordon Green | Danny McBride, John Carcieri a Hayes Davenport | 22. října 2017     | vysíláno      |
| 16           | 7         | Spring Break                          | Jarní prázdniny               | David Gordon Green | Danny McBride, John Carcieri a Jeff Fradley    | 29. října 2017     | vysíláno      |
| 17           | 8         | Venetian Nights                       | Benátské noci                 | Danny McBride      | Danny McBride, John Carcieri a Jeff Fradley    | 5. listopadu 2017  | vysíláno      |
| 18           | 9         | The Union of the Wizard & The Warrior | Spojení čaroděje s válečníkem | David Gordon Green | Danny McBride, John Carcieri a Jeff Fradley    | 12. listopadu 2017 | vysíláno      |